# Cristóbal de Vera

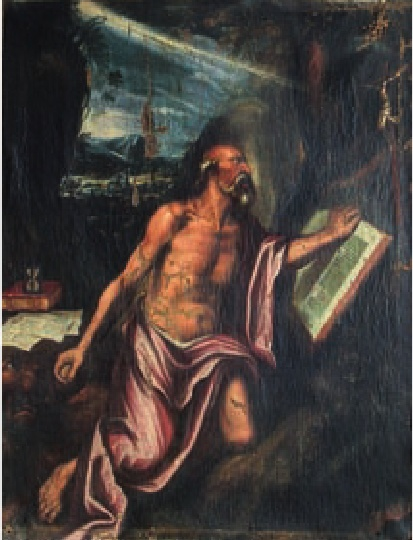
San Jerónimo penitente, óleo sobre lienzo, 110 x 84 cm, Tarazona, Seminario Diocesano. Copia reducida del San jerónimo de Tiziano conservado en la Sala Vicarial del monasterio de San Lorenzo de El Escorial.

Cristóbal de Vera (Córdoba, 1577-Monasterio de la Sisla, 1621) fue un religioso lego de la Orden de San Jerónimo y pintor español.
Nacido en Córdoba y quizá discípulo de Pablo de Céspedes, según Ceán Bermúdez, en fecha ignorada pasó a Castilla.
En febrero de 1600 llegó a Tarazona acompañando al jerónimo fray Diego de Yepes, recientemente nombrado obispo de la diócesis,  llevando con él a un criado y discípulo, llamado Leandro de Covarrubias. Poco después se incorporó al grupo un hermano de Vera, Francisco de Vera, también pintor. Hasta agosto del año siguiente en que los tres retornaron a Madrid actuó como pintor del obispo y como supervisor de las obras artísticas promovidas por el prelado. En cumplimiento de una promesa hecha a santa Teresa de Jesús, de la que había sido confesor, el obispo tomó a su cargo al poco de llegar a Tarazona la fundación de un convento de carmelitas descalzas dedicado a santa Ana, al que legó su colección de pinturas. La presencia entre ellas de algunas versiones o copias de obras escurialenses atribuidas a Vera, como una copia del San jerónimo de Tiziano o la utilización de los tipos femeninos de Alonso Sánchez Coello en el lienzo que sirvió de altar provisional del convento, con la Santa Parentela entre santa Gertrudis y santa Teresa de Jesús, hace pensar que el pintor y el obispo se conociesen en el monasterio de San Lorenzo de El Escorial, en los años en que Yepes fue su prior (1591-1594) o en los inmediatamente posteriores, en los que Yepes sirvió como confesor de Felipe II.
Según Ceán, que pudo manejar documentación del archivo del monasterio, tomó el hábito jerónimo en el monasterio de San Bartolomé de Lupiana (Guadalajara), el 5 de julio de 1602. Allí pintó ocho estaciones del Via Crucis en los ángulos del claustro, de las que no quedan restos. Consta que en 1616 se desplazó a Madrid para contratar con el platero Gaspar de Ledesma la hechura de una cabeza de san Bartolomé en plata para Lupiana.
Pasó luego al desaparecido monasterio de la Sisla (Toledo) donde pintó los retablos colaterales de su iglesia dedicados a San Jerónimo y la Magdalena. Murió en él el 19 de noviembre de 1621. El libro de entierros del monasterio de Lupiana, según la transcripción proporcionada por Ceán, decía:

Murió fray Cristóbal de san José, hermano lego, a 19 de noviembre del año del Señor de 1621: está enterrado en la Sisla de Toledo. Fue pintor y muy grande oficial: era fraile muy devoto y dado a la oración: trabajaba mucho, y principalmente de noche, que fue causa de su muerte: tenía de hábito 19 años y medio y de edad 44.